# 始興大也站
始興大也站（：／ Siheung Daeya yeok */?）是西海線沿線的一座地下車站，位於韓國京畿道始興市大也洞。站名的設計為了避免與位在全羅北道的大野站混淆，而加上所在地「始興」。

## 車站結構
站體為2面2線側式月台的地下車站，候車月台設有月台幕門，並有4處出口。

### 月台配置
| ↑ 素砂屋 |
| \| 下    |
| 新川 ↓   |

| 月台 | 路線              | 目的地                   |
| ---- | ----------------- | ------------------------ |
| 上行 | ●首都圈電鐵西海線 | 素砂方向                 |
| 下行 | ●首都圈電鐵西海線 | 始興市廳、草芝、元時方向 |

## 歷史
- 2018年6月16日：落成啟用。

## 車站周邊
- 始興CGV
- LF Factory Outlet始興店
- 大也初等學校
- 始興市大也圖書館
- 始興市平生學習中心
- 始興市政府青少年修煉館

## 圖片

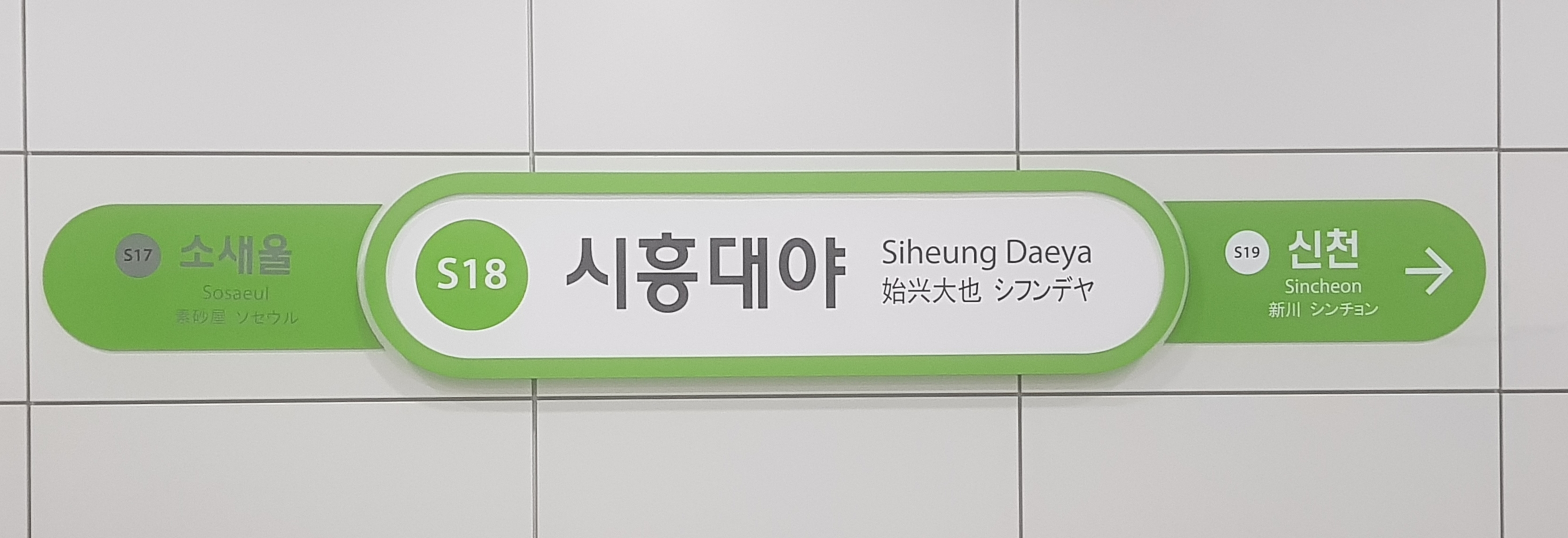
站名牌
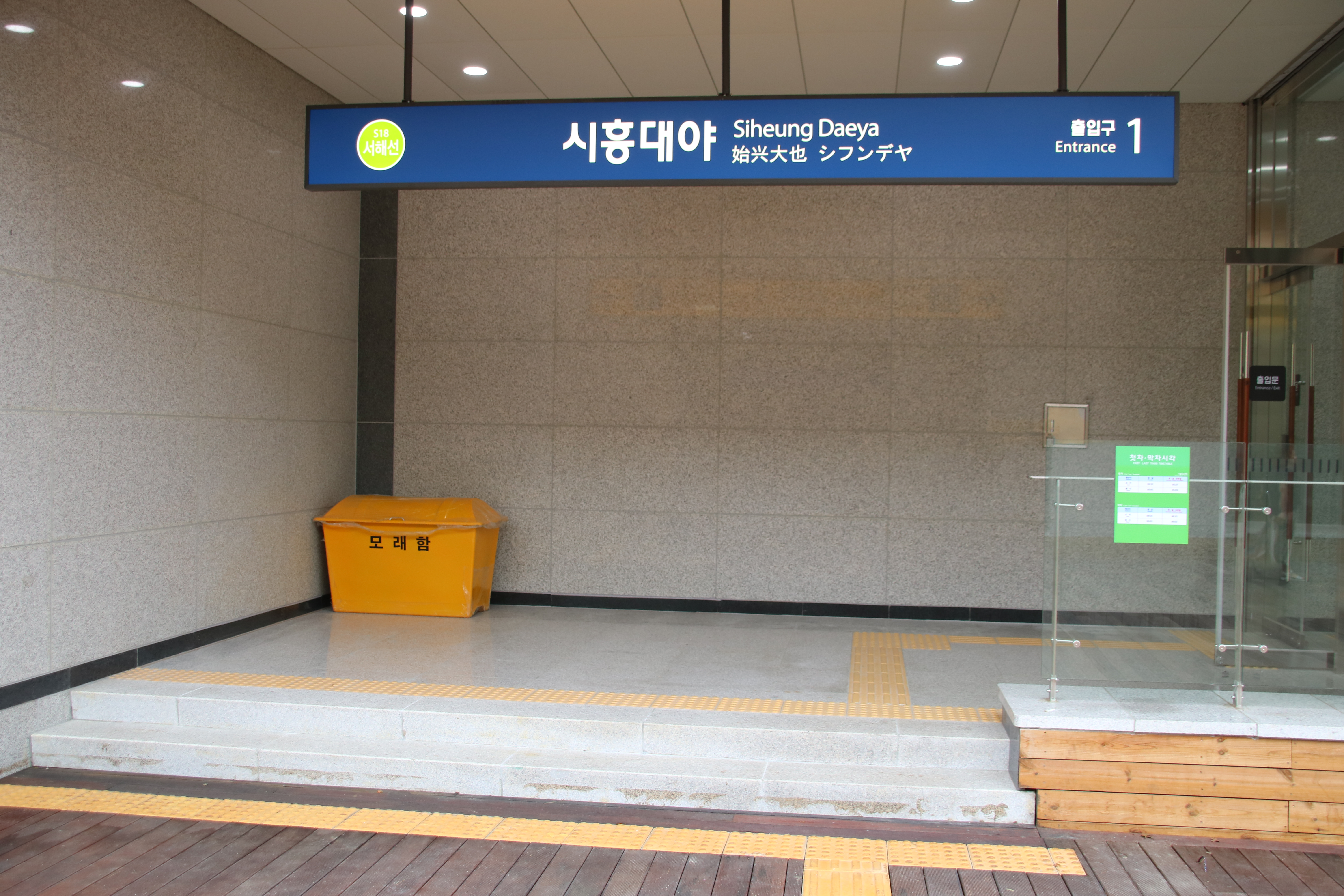
1號出口
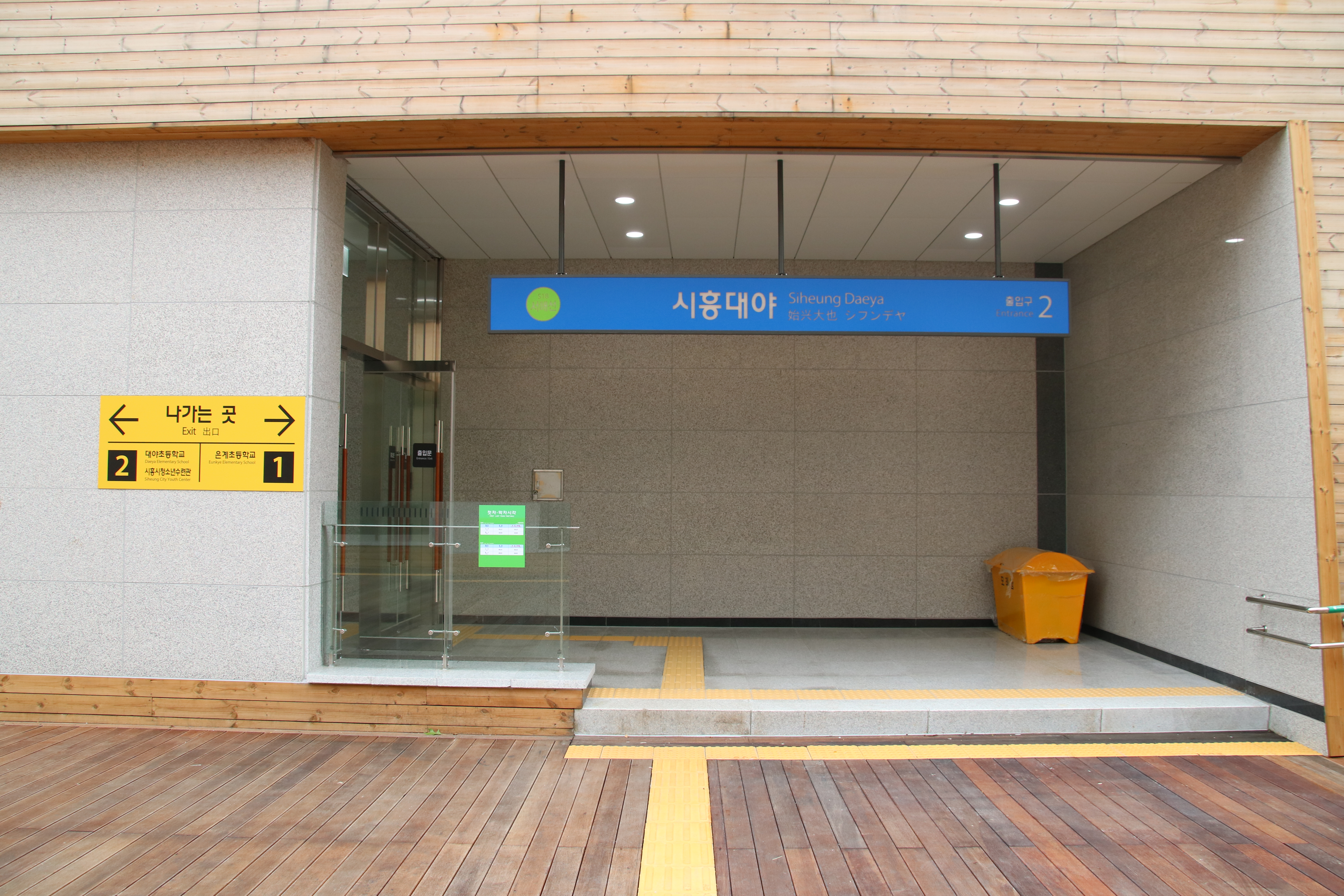
2號出口

## 相鄰車站
韓國鐵道公社
●首都圈電鐵西海線
素砂屋（S17）－始興大也（S18）－新川（S19）